# Monumento Natural Malpaís de la Arena
Das Monumento Natural Malpaís de la Arena ist ein Naturdenkmal in der Gemeinde La Oliva auf der Kanareninsel Fuerteventura.

## Geschichte
Das Malpaís de la Arena ist das jüngste Lavafeld Fuerteventuras. Es entstand vor etwa 10.000 Jahren durch die Eruption des Vulkans Montaña de la Arena, dessen Lavaflüsse sich auf einer Fläche von 12 km² in alle Himmelsrichtungen ausbreiteten. Davon stehen 8,7 km² seit 1987 unter Schutz, als das Naturschutzgebiet Paraje Natural de Interés Nacional de Malpaís de La Arena eingerichtet wurde. In seinen Grenzen befinden sich der zentrale Schlackenkegel der Montaña de la Arena und das gesamte Lavafeld mit Ausnahme der nördlichsten Lavazungen nahe Lajares. Bei der Neuklassifizierung der Schutzgebiete der Kanarischen Inseln erhielt es 1994 den Status eines Naturdenkmals. Im Jahr 2001 wurde es als „Gebiet von gemeinschaftlichem Interesse“ nach der Fauna-Flora-Habitat-Richtlinie anerkannt (Lebensraumtyp 8320 „Lavafelder und Aushöhlungen“).

## Flora und Fauna
Die Vegetation auf dem noch jungen und wenig erodierten Lavafeld ist spärlich, beinhaltet aber einige gefährdete und geschützte Arten. In Rissen und kleineren Sedimentablagerungen wachsen König-Juba-Wolfsmilch (Euphorbia regis-jubae), Strauch-Dornlattich (Launaea arborescens), die Oleanderblättrige Kleinie (Kleinia neriifolia) und die auf Lanzarote und Fuerteventura endemische Rutheopsis herbanica. Daneben hat sich eine reiche Flechtenflora angesiedelt, die vor allem aus Arten der Gattungen Roccella und Ramalina besteht.
Zwei der im Anhang II der FFH-Richtlinie aufgeführten Arten sind im Gebiet präsent: eine Unterart von Burchards Fliegenblume (Caralluma burchardii), die nur auf einigen Kanareninseln vorkommt, und der Purpurarien-Skink (Chalcides simonyi), eine endemisch auf Fuerteventura, Lanzarote und Lobos lebende Echsenart.
Als wichtige Vogelarten werden der Kanarenpieper (Anthus berthelotii), der Nördliche Raubwürger (Lanius excubitor) und der Kanarenschmätzer (Saxicola dacotiae) angesehen. In der Cueva de las Palomas, einer Höhle am Nordhang der Montaña de la Arena, hat man Knochen des Olson-Sturmtauchers (Puffinus olsoni), gefunden, der wahrscheinlich erst ausstarb, nachdem spanische Eroberer die Insel im 15. Jahrhundert erreicht hatten.